# Zanthoxylum anadenium
Zanthoxylum anadenium là một loài thực vật có hoa trong họ Cửu lý hương. Loài này được (Urb. & Ekman) J. Jiménez Alm. miêu tả khoa học đầu tiên năm 1960.